# Isla Mujeres (község)
Isla Mujeres (nevének jelentése: nők szigete) község Mexikó Quintana Roo államának északkeleti részén. 2010-ben lakossága kb. 16 000 fő volt, ebből mintegy 13 000-en laktak a községközpontban, Isla Mujeresben, a többi 3000 lakos a község területén található 103 kisebb településen élt.

## Fekvése
A község nevével ellentétben nem csak szigetekből áll, sőt, területének legnagyobb részét a szárazföld (a Yucatán-félsziget) északkeleti csücske teszi ki. Maga az Isla Mujeres sziget a község délkeleti részén fekszik, itt található a községközpont és itt sűrűsödik a lakosság legnagyobb része. Tőle északra található a lakatlan Contoy-sziget, amelynek teljes területe nemzeti park. Kisebb települések a szárazföld délnyugati és délkeleti sarkában csoportosulnak még, a többi terület jórészt lakatlan. Ahogy szinte az egész félsziget, úgy Isja Mujeres község is síkvidék, csak néhány méterrel emelkedik a tenger szintje fölé. Folyóvizei nincsenek. Területét szinte teljes egészében vadon borítja, beleértve a mangroveerdőket is.

## Népesség
A község lakóinak száma a közelmúltban igen gyorsan növekedett (bár 1990 és 1995 között csökkent), a változásokat szemlélteti az alábbi táblázat:
| Év   | Lakosság |
| ---- | -------- |
| 1990 | 10 666   |
| 1995 | 8750     |
| 2000 | 11 313   |
| 2005 | 13 315   |
| 2010 | 16 203   |

## Települései
A községben 2010-ben 104 lakott helyet tartottak nyilván, de elsöprő többségük igen kicsi: 84 településen 10-nél is kevesebben éltek. A jelentősebb helységek:
| Település                      | Lakosság (2010) |
| ------------------------------ | --------------- |
| Isla Mujeres (községközpont)   | 12 642          |
| Zona Urbana Ejido Isla Mujeres | 2653            |
| Francisco May                  | 223             |
| Punta Sam                      | 81              |
| Boca Iglesia                   | 57              |
| La Victoria                    | 49              |
| Tres de Septiembre             | 39              |
| Chico Cenote                   | 36              |
| Residencial Arrecifes          | 20              |